# Cesta do středu Země
Cesta do středu Země nebo také jen Do středu Země (1864, Le voyage au centre de la Terre) je dobrodružný vědeckofantastický román francouzského spisovatele Julesa Verna.
Autor ve svém druhém románu z cyklu Podivuhodné cesty (Les Voyages extraordinaires) líčí fantastickou cestu třech odvážlivců, německého přírodovědce a profesora mineralogie Otty Liddenbrocka, jeho mladého synovce Axela a jejich islandského průvodce Hanse Bjelkeho do středu Země (což je místo v hloubce asi 6 378 kilometrů kolmo pod povrchem naší planety).
Na Vernův román později navázal český spisovatel Ludvík Souček trilogií Cesta slepých ptáků.

## Obsah románu
Příběh je vyprávěn očima šestnáctiletého Axela a začíná přesně v neděli 24. května roku 1863, kdy profesor Liddenbrock náhodu objeví zašifrovaný dokument islandského alchymisty ze 16. století Arneho Saknussemma. Podaří se mu text psaný runovým písmem rozluštit a zjistí, že Saknussemm v dokumentu tvrdí, že sestoupil do středu Země. Profesor okamžitě zorganizuje výpravu na Island, protože podle Saknussemma je vstupní místo pro cestu do podzemí v jednom ze tří kráterů vyhaslé islandské sopky Snæffelsjökull, a to v tom, na nějž dopadne posledního červnového dne stín horského štítu Scartarisu.

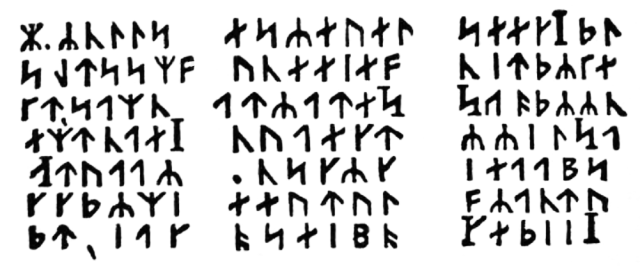
Cesta do středu Země, šifrovaný dokument Arneho Saknussemma

Po určení správného kráteru začala výprava sestupovat do zemských hlubin. Světlo cestovatelům zajišťovaly elektrické lampy a před žízní je zachránila nalezená podzemní řeka. Za dvacet dní ušli asi 130 kilometrů a ocitli se v hloubce kolem 24 kilometrů. Devátého srpna učinili cestovatelé neuvěřitelný objev. Zhruba v hloubce 55 kilometrů pod zemským povrchem vstoupili do gigantické dutiny osvětlené jakousi elektrickou září (kterou Verne přirovnával k záři polární), ve které bylo obrovské podzemní moře. Na jeho březích výprava nalezla les obrovských hub a mnoho dávno vymizelých druhohorních a třetihorních rostlinných i živočišných druhů. Cestovatelé si postavili vor a 13. srpna se vydali na plavbu, při které mohli pozorovat zápas ichtyosaura s plesiosaurem. Za týden urazili více než 400 kilometrů a o pět dní později odhadovali, že již propluli pod Anglií a Francií (celé moře bylo nakonec široké téměř 900 kilometrů). Po přistání na druhém břehu nalezli dokonce skupinu mastodontů, které sledoval pračlověk vysoký asi 12 stop (tj. 3,6 metru). Cestovatelé zde také objevili Saknussemmovo znamení, ukazující další cestu do podzemí. V té jim však bránil zával, který se pokusili odstřelit pomocí střelného prachu. Před výbuchem odpádlovali na moře, ale exploze byla větší, než očekávali. Vor byl uvolněným proudem vody vehnán do velké pukliny, po určité době se dostal do komína plného stoupající vody a magmatu a nakonec byl 28. srpna vyvržen na zemský povrch. Cestovatelé brzy zjistili, že se z hlubin Země dostali vedlejším kráterem sopky Stromboli na Liparských ostrovech severně od Sicílie, a s velkou slávou se vrátili domů.
Díky mladému vypravěči má román obrovský spád, protože Axelovy vědomosti nemohou být díky jeho věku tak rozsáhlé, aby Jules Verne mohl zaplnit své dílo vědeckými fakty, kterými mnohdy děj svých příběhů poněkud rozmělňoval. Proto patří tato kniha přes neudržitelný vědecký základ ke stále velmi oblíbeným Vernovým dílům

## Ilustrace
Knihu Cesta do středu Země ilustroval Édouard Riou.

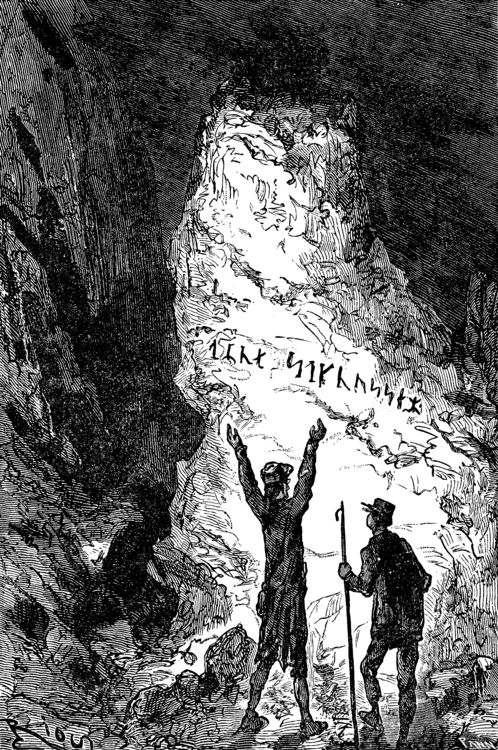
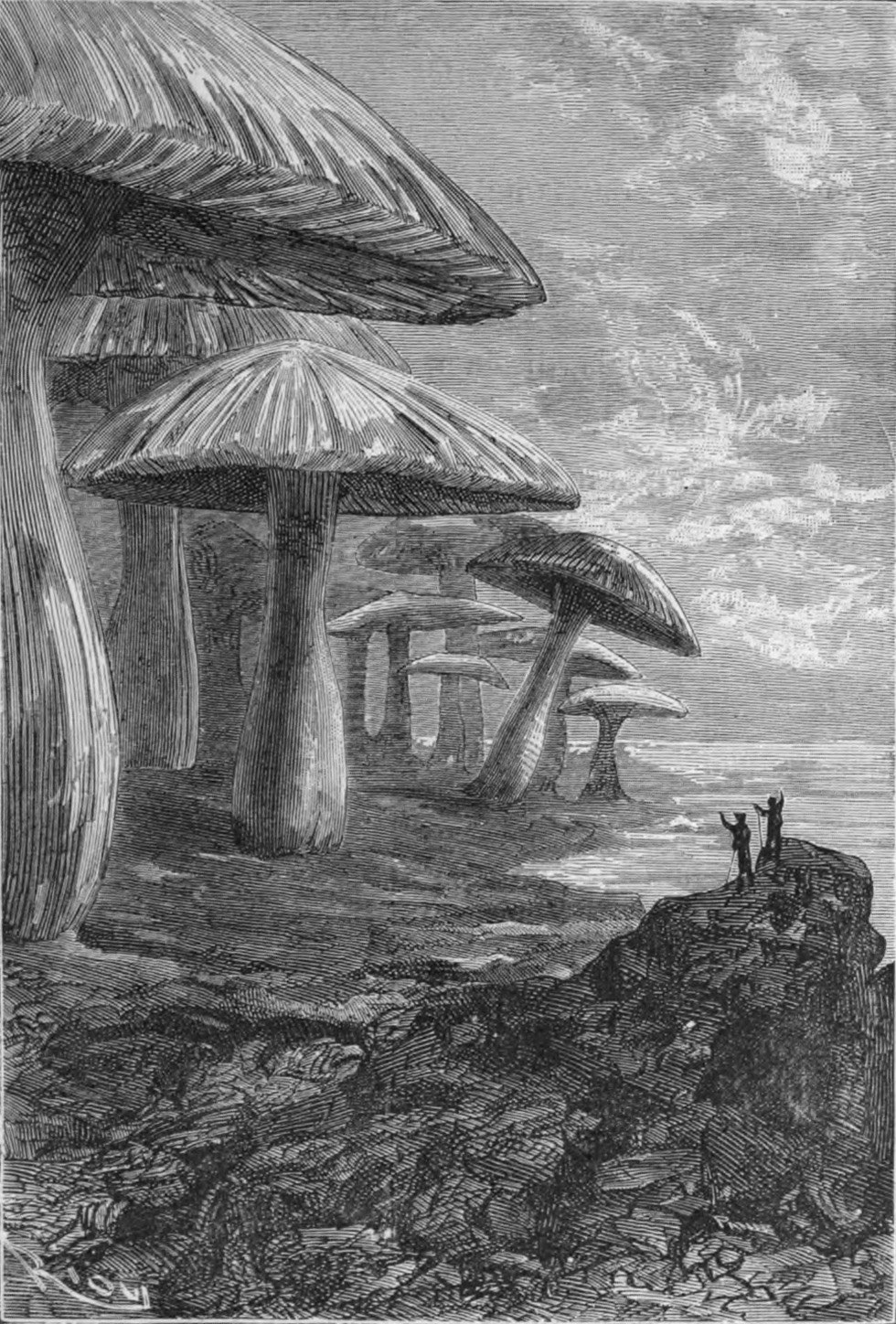
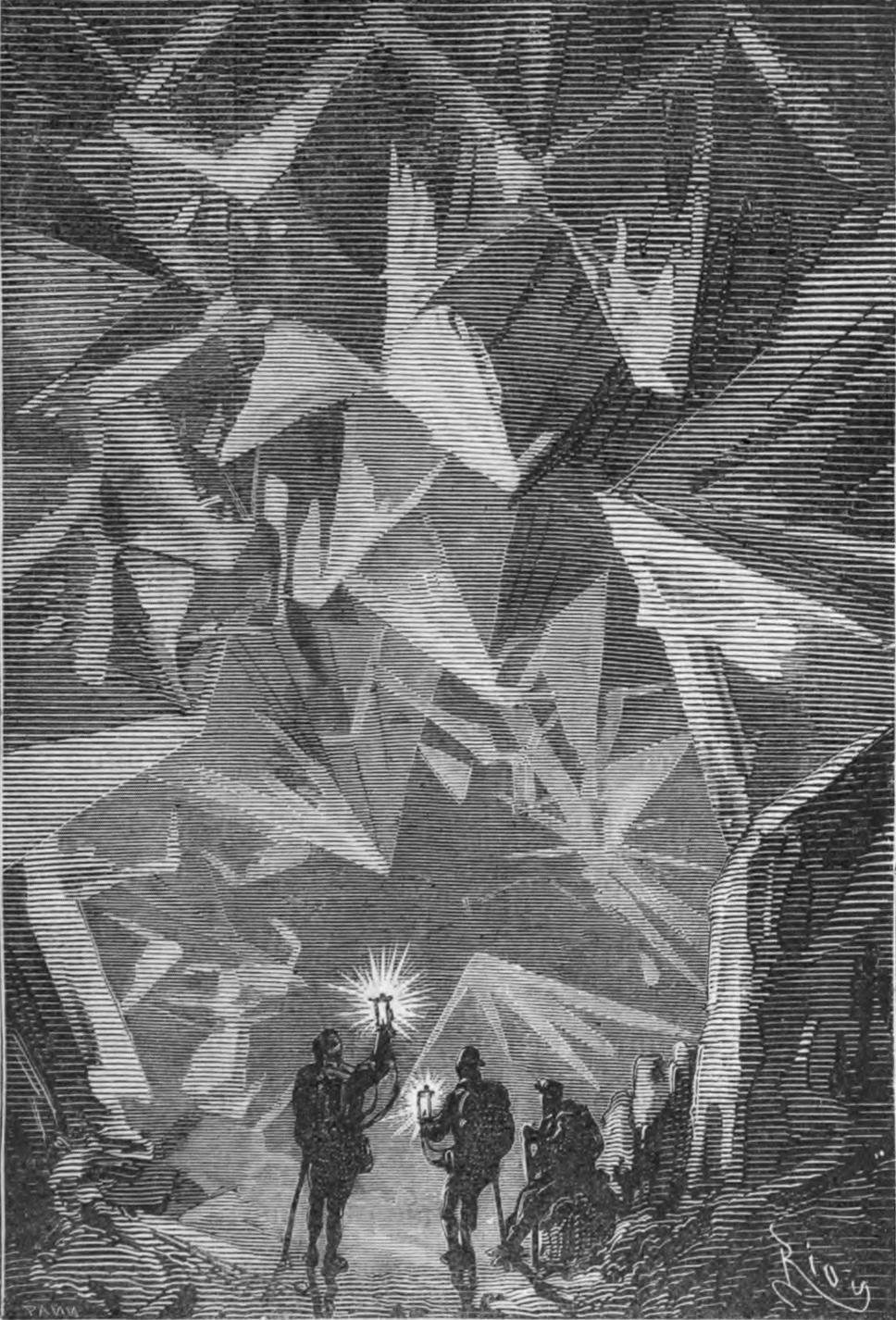
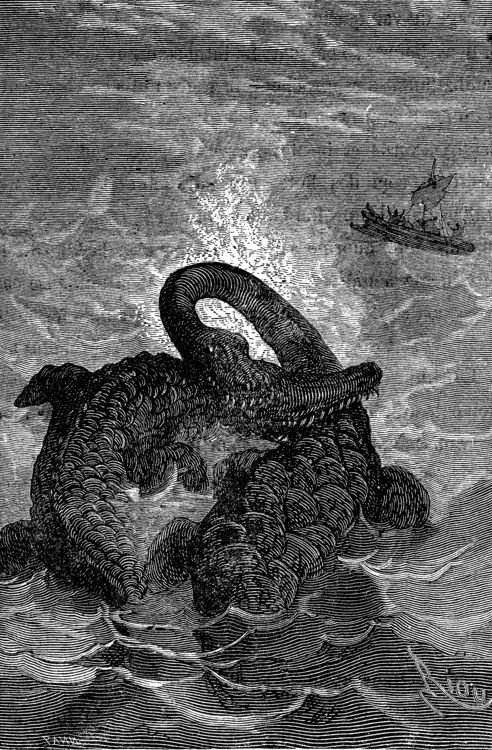
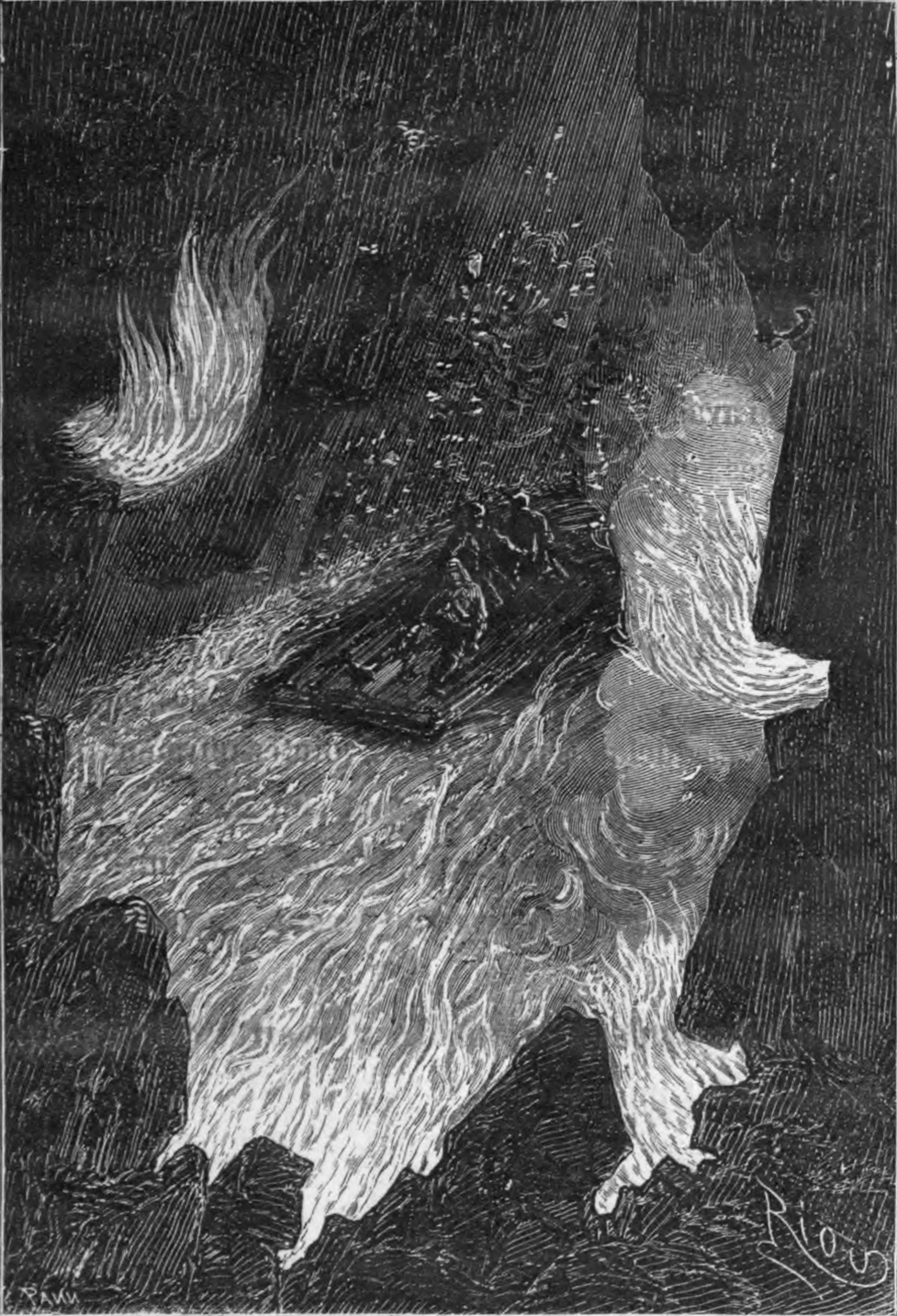

## Filmové adaptace
Díky své popularitě byl román několikrát zfilmován:
- Journey to the Center of the Earth (1959), USA, režie Henry Levin,
- Viaje al centro de la Tierra (1976), Španělsko, režie Juan Piquer Simón
- Journey to the Center of the Earth (1989), USA, režie Rusty Lemorande a Albert Pyun,
- Journey to the Center of the Earth (1993), USA, režie William Dear, televizní film,
- Willy Fog na cestě za dobrodružstvím (1993) Španělsko, režie Claudio Biern Boyd, animovaný seriál
- Journey to the Center of the Earth (1999), USA, režie George Miller, dvoudílný televizní film na motivy z knihy.
- Journey to the Center of the Earth 3D (2008), USA, režie Eric Brevig, film, natočen ve speciální verzi pro kina IMAX.
- Journey to the Center of the Earth (2008), USA, režie T.J. Scott, televizní film.

## Česká vydání
- Cesta do středu Země, František Kytka, Praha 1881, dle J. Vernea vzdělal J. Marek,
- Cesta do středu Země, Alois R. Lauermann, Praha 1882, přeložil J.K.J. Dostupné online.
- Do středu Země, Josef R. Vilímek, Praha 1896, přeložil J. Wagner, znovu 1900.
- Cesta do středu Země, Bedřich Kočí a Eduard Beaufort, Praha 1909, přeložil J. Berger,
- Do středu Země, Josef R. Vilímek, Praha 1929, přeložil J. Wagner,
- Cesta do středu Země, SNDK, Praha 1965, přeložil Václav Netušil, znovu Albatros, Praha 1992,
- Do středu Země, Návrat, Brno 1997, přeložil J. Berger, znovu 2008.
- Cesta do středu Země, Computer Press, Brno 2007, úprava původního textu a překlad Tomáš Cidlina,
- Cesta do středu Země, XYZ, Praha 2008, přeložil Jiří Žák, znovu 2017.
- Cesta do středu Země, Omega, Praha 2015, přeložil J. Berger,
- Cesta do středu Země, Nakladatelství Josef Vybíral, Žalkovice 2015, přeložil J. Wagner, znovu 2023.
- Cesta do středu Země, Naše vojsko, Praha 2020, přeložila  Marcela Kořínková.
- Cesta do středu Země, Hachette Fascicoli Srl, Milán 2021, přeložil J. Wagner